# Berardius
Berardius é um gênero de baleias-bicudas encontrado em águas frias no Pacífico Norte e em áreas subantárticas.

## Espécies
- Berardius arnuxii Duvernoy, 1851 - Baleia-bicuda-de-arnoux
- Berardius bairdii Stejneger, 1883 - Baleia-bicuda-de-baird
- Berardius minimus Yamada, 2019
- †Berardius kobayashii Kawatani & Kohno, 2021